# Рене Сімпсон
Рене Сімпсон (англ. Rene Simpson Collins, 1966 – 2013) — колишня канадська професійна тенісистка. 
Здобула три парні титули туру WTA, три одиночні та чотири парні титул туру ITF.
Найвищу одиночну позицію світового рейтингу — 70 місце досягла 10 квітня 1989, парну — 32 місце — 21 серпня 1995 року.
Завершила кар'єру 1998 року.
Померла у віці 47 років від раку мозгую

## Фінали турнірів WTA

### Одиночний розряд: 1 (1 поразка)
| Легенда                                      |
| -------------------------------------------- |
| Турніри Великого шолома (0–0)                |
| Фінали Туру WTA (0–0)                        |
| Tier I / Premier Mandatory & Premier 5 (0–0) |
| Tier II / Premier (0–0)                      |
| Tier III, IV & V / International (0–1)       |

| Титули за покриттям |
| ------------------- |
| Тверде (0–1)        |
| Трава (0–0)         |
| Ґрунт (0–0)         |
| Килим (0–0)         |

| Результат | W–L | Дата | Турнір                    | Tier   | Покриття | Опонент      | Рахунок  |
| --------- | --- | ---- | ------------------------- | ------ | -------- | ------------ | -------- |
| Поразка   | 0–1 | 1988 | Rainha Cup 1988, Бразилія | Tier V | Тверде   | Мерседес Пас | 5–7, 2–6 |

### Парний розряд: 4 (3 титули, 1 поразка)
| Легенда                                      |
| -------------------------------------------- |
| Турніри Великого шолома (0–0)                |
| Фінали Туру WTA (0–0)                        |
| Tier I / Premier Mandatory & Premier 5 (0–0) |
| Tier II / Premier (0–1)                      |
| Tier III, IV & V / International (3–0)       |

| Титули за покриттям |
| ------------------- |
| Тверде (2–0)        |
| Трава (0–0)         |
| Ґрунт (1–1)         |
| Килим (0–0)         |

| Результат | W–L | Дата     | Турнір                         | Tier     | Покриття | Партнер             | Опоненти                      | Рахунок         |
| --------- | --- | -------- | ------------------------------ | -------- | -------- | ------------------- | ----------------------------- | --------------- |
| Перемога  | 1–0 | Лис 1994 | Taiwan Open, Taipei, Тайвань   | Tier V   | Тверде   | Мішелл Джаггерд-Лай | Нансі Фебер Александра Фусаї  | 6–0, 7–6(12–10) |
| Перемога  | 2–0 | Лют 1995 | Puerto Rico Open, Пуерто-Рико  | Tier III | Тверде   | Карін Кшвендт       | Лаура Голарса Лінда Вілд      | 6–2, 0–6, 6–4   |
| Поразка   | 2–1 | Кві 1995 | Virginia Slims of Houston, США | Tier II  | Ґрунт    | Вілтруд Пробст      | Ніколь Арендт Манон Боллеграф | 4–6, 2–6        |
| Перемога  | 3–1 | 1995     | Zagreb Open 1995, Хорватія     | Tier III | Ґрунт    | Мерседес Пас        | Лаура Голарса Іріна Спирля    | 7–5, 6–2        |

## Фінали ITF
| Турніри $25,000 |
| Турніри $10,000 |

### Одиночний розряд (4–1)
| Результат | Ранг | Дата          | Турнір        | Покриття | Опонент         | Рахунок       |
| --------- | ---- | ------------- | ------------- | -------- | --------------- | ------------- |
| Поразка   | 1.   | 17 липня 1989 | Феєтвілл, США | Тверде   | Кімберлі По     | 6-4, 3-6, 0-6 |
| Перемога  | 2.   | 15 січня 1990 | Вако, США     | Тверде   | Джері Інгрем    | 6-7, 6-4, 6-4 |
| Перемога  | 3.   | 5 жовтня 1992 | Leawood, США  | Тверде   | Керолайн Кулмен | 7-6, 1-6, 6-3 |
| Перемога  | 4.   | 7 червня 1993 | Leawood, США  | Тверде   | Одра Келлер     | 6-2, 4-6, 7-6 |
| Перемога  | 5.   | 28 липня 1996 | Феєтвілл, США | Тверде   | Лілія Остерло   | 6-4, 7-5      |

### Парний розряд (3–2)
| Результат | Ранг | Дата            | Турнір                            | Покриття | Партнер         | Опоненти                         | Рахунок       |
| --------- | ---- | --------------- | --------------------------------- | -------- | --------------- | -------------------------------- | ------------- |
| Поразка   | 1.   | 15 січня 1990   | Вако, США                         | Тверде   | Tory Plunkett   | Ліндсі Бартлетт Shelley Bartlett | 4-6, 3-6      |
| Поразка   | 2.   | 11 лютого 1991  | Key Biscayne, США                 | Тверде   | Геллас тер Рієт | Пенні Барг Саманта Сміт          | 5–7, 2–6      |
| Перемога  | 3.   | 31 липня 1995   | Місісага, Канада                  | Тверде   | Керолайн Ділайл | Кірстін Фрає Анікве Снейдерс     | 6–3, 6–2      |
| Перемога  | 4.   | 28 липня 1996   | Fayetteville, North Carolina, США | Тверде   | Соня Джеясілан  | Джейн Чі Kelly Pace              | 3-6, 6-4, 6-2 |
| Перемога  | 5.   | 30 вересня 1996 | Newport Beach, США                | Тверде   | Мерседес Пас    | Еріка Делоун Ніколь Пратт        | 6–3, 6–1      |